# Hofsteniola pardii
Hofsteniola pardii är en plattmaskart som beskrevs av Papi 1957. Hofsteniola pardii ingår i släktet Hofsteniola och familjen Hofsteniidae. Inga underarter finns listade i Catalogue of Life.